# Brad Prefontaine
Pour les articles homonymes, voir Préfontaine.
Brad Prefontaine (né le 27 juillet 1972 à Camrose, dans la province de l'Alberta au Canada) est un joueur professionnel canadien de hockey sur glace.

## Carrière en club
En 1991, il commence sa carrière junior avec les Milionaires de Melville dans la LHJS. Il passe professionnel avec les Bulls de Birmingham  dans la ECHL en 1995.

## Statistiques
| Saison    | Équipe                   | Ligue      |    | Saison régulière | Saison régulière | Saison régulière | Saison régulière | Saison régulière |   | Séries éliminatoires | Séries éliminatoires | Séries éliminatoires | Séries éliminatoires | Séries éliminatoires |
| Saison    | Équipe                   | Ligue      | PJ | B                | A                | Pts              | Pun              | PJ               | B | A                    | Pts                  | Pun                  |                      |                      |
| 1991-1992 | Millionaires de Melville | LHJS       | 58 | 0                | 15               | 15               | 374              | -                | - | -                    | -                    | -                    |                      |                      |
| 1995-1996 | Bulls de Birmingham      | ECHL       | 60 | 1                | 7                | 8                | 279              | -                | - | -                    | -                    | -                    |                      |                      |
| 1996-1997 | Cottonmouths de Columbus | LCH        | 63 | 6                | 11               | 17               | 197              | 3                | 0 | 0                    | 0                    | 30                   |                      |                      |
| 1997-1998 | Cottonmouths de Columbus | LCH        | 62 | 1                | 8                | 9                | 272              | 10               | 1 | 3                    | 4                    | 23                   |                      |                      |
| 1998-1999 | Cottonmouths de Columbus | LCH        | 65 | 0                | 10               | 10               | 177              | 8                | 0 | 1                    | 1                    | 6                    |                      |                      |
| 2006-2007 | Generals de Bentley      | Chinook HL | 9  | 0                | 2                | 2                | 43               | -                | - | -                    | -                    | -                    |                      |                      |